# Travura
Genre
Travura est un genre de collemboles de la famille des Neanuridae.

## Distribution
Les espèces de ce genre se rencontrent en Afrique et en Asie.

## Liste des espèces
Selon Checklist of the Collembola of the World (version du 17 octobre 2019) :
- Travura betschi Cassagnau & Deharveng, 1980
- Travura divergens Cassagnau & Deharveng, 1980
- Travura mikenensis Cassagnau, 2000

## Publication originale
- Cassagnau & Deharveng, 1980 : Sur l'interet biogeographique et cytogenetique d'un nouveau genre de collemboles Neanuridae: Travura n. g. Travaux du Laboratoire d'Écobiologie des Arthropodes Edaphiques Toulouse, vol. 2, no 2, p. 1-12.